# Havlíčkobrodská pahorkatina
Havlíčkobrodská pahorkatina je geomorfologický podcelek Hornosázavské pahorkatiny. Členitou pahorkatinu tvoří horniny moldanubika s ostrůvky hlubinných vyvřelin centrálního moldanubického plutonu. Nadmořská výška činí 520,8 m. Dářskou brázdu tvoří zaklesnuté křídové usazeniny. Plochý povrch prořezává údolí řeky Sázavy a přítoků, suky jsou tvořeny amfibolity, ve sníženině Dářské brázdy bifurkace na hlavním evropském rozvodí. Nejvyšší bod Roudnice (661 m). Povrch pokrývají pole, louky a lesy.

## Okrsky
- Chotěbořská pahorkatina
- Přibyslavská pahorkatina
- Dářská brázda
- Sobíňovský hřbet